# Хун Хунахпу
Хун Хун Ахпу́ (Хун Хунапу; [hunhunaxˈpu], календарное имя «Head-Apu I») — один из героев мифологии майя.

## В «Пополь-Вух»
Основная статья: Пополь-Вух
В книге описан период между двумя мирами, время магии и героических событий. История, описанная в Пополь-Вух, относится к рождению первой пары героев-близнецов, детей предыдущих создателей. Их имена: Вукуб Хун Ахпу и Хун Хун Ахпу.
Когда братья подросли, они были вызваны в подземное царство Шибальбу за то, что очень шумно играли в мяч. После страшных пыток они были казнены, боги Шибальбы обезглавили Хун Хун Ахпу и повесили его голову на дерево. Дерево, на которое боги Шибальбы поместили голову Хун Хунахпу, было бесплодным, но после того, как они это сделали, оно начало плодоносить. Жителям Шибальбы было запрещено подходить к этому дереву, но дочь царя Шибальбы — Шкик (Xcic), нарушила запрет. Тогда голова Хун Хунахпу вдруг ожила, плюнула ей в ладонь, и она забеременела. Леди Кровь была изгнана наружу, где родила новую пару легендарных героев-близнецов, Хунахпу и Шбаланке.
Дети Хун Хунахпу и Шкик совершили множество подвигов: победили злых сводных братьев, убили ужасную птицу Вукуб-Какиш, обыграли в мяч царей подземного царства и смогли воскресить своего отца. Согласно эпосу, Хун Хунахпу возродился в виде доселе невиданного растения — маиса.
Этот миф часто рассматривается как метафора сельскохозяйственного цикла и годового возрождения урожая. Так когда майя сеют маис, они посылают зерна в подземное царство, но маис «возрождается» в виде молодого ростка.